# Gama (literă)

Litera grecească Gama, majusculă și minusculă

Gama (majuscula: Γ, minuscula: γ; în greacă: γάμμα gámma), sau gamma, este a treia literă a alfabetului grec. În numerația greacă are valoare 3. În greaca antică, litera reprezenta consoana oclusivă velară sonoră /g/. În greaca modernă, ea reprezintă consoana fricativă velară sonoră /ɣ/, mai puțin când se află în fața vocalelor anterioare /e/ și /i/, caz în care reprezintă consoana fricativă palatală sonoră /ʝ/.